# Ambocybe
Ambocybe is een geslacht van vliesvleugeligen uit de familie Eulophidae. De wetenschappelijke naam van dit geslacht is voor het eerst geldig gepubliceerd in 2000 door Ubaidillah & LaSalle.

## Soorten
Het geslacht Ambocybe is monotypisch en omvat slechts de volgende soort:
- Ambocybe petiolata Ubaidillah & LaSalle, 2000